# Potentilla carduchorum
Potentilla carduchorum es una especie de planta del género Potentilla, perteneciente a la familia Rosaceae.

## Taxonomía
Potentilla carduchorum fue descrita por Jiří Soják en 1991.

## Distribución
Se encuentra en el territorio de Turquía.